# Billy Hamilton
William ("Billy") Robert Hamilton (Gilnahirk, 9 de maio de 1957) é um ex-futebolista profissional norte-irlandês que atuava como atacante.

## Carreira
Billy Hamilton fez parte do elenco da Seleção Norte-Irlandesa de Futebol, da Copa de 1982 e 1986.